# NGC 2957
NGC 2957 est une paire de galaxies située dans la constellation du Dragon.  NGC 2957 a été découverte par l'astronome britannique John Herschel en 1831. Cette paire est constituée au nord-ouest de PGC 28113, désigné comme NGC 2957 NED01 par la base de données NASA/IPAC et par PGC 28119 à l'est désigné comme NGC 2957 NED02 par cette même base de données. NGC 2951 a été découvert par l'astronome britannique John Herschel en 1831.
La vitesse par rapport au fond diffus cosmologique de NGC 2957 NED01 est de 6 758 ± 25 km/s, ce qui correspond à une distance de Hubble de 99,7 ± 7,0 Mpc (∼325 millions d'al). Celle de NGC 2957 NED02 est de 6 909 ± 22 km/s pour une distance de Hubble de 101,9 ± 7,1 Mpc (∼332 millions d'al).  Elles sont donc à peu près à la même distance de la Voie lactée. Selon l'image de l'étude SDSS, ces deux galaxies semblent être en contact. Elle forme donc une paire de galaxie et leur apparence suggère une forte interaction entre elles.
La paire de galaxie NGC 2957 brille dans le domaine de l'ultraviolet. Elle est inscrite dans le catalogue de Markarian sous la cote Mrk 121 (MK 121). En raison d'une brillance de surface égale à 14,20 mag/am2, on peut qualifier NGC 2957 NED01 de galaxie présentant une brillance de surface élevée.